# Kolbrún Ólafsdóttir
Kolbrún Ólafsdóttir (ur. 1 lutego 1933 w Reykjavíku, zm. 22 kwietnia 1960 tamże) – islandzka pływaczka, olimpijka.
Brała udział w igrzyskach w 1948 w Londynie, na których startowała tylko w zawodach na 100 m stylem grzbietowym. W swoim wyścigu eliminacyjnym zajęła ostatnie piąte miejsce (przepłynęła ten dystans w czasie 1:25,6) i odpadła z rywalizacji. W klasyfikacji generalnej została sklasyfikowana na 21. pozycji wśród 24 startujących zawodniczek.
Była kilkukrotną rekordzistką kraju na różnych dystansach, w tym m.in. na: 200, 300 i 400 metrów stylem dowolnym. Ponadto jej dwa rekordy w wyścigach na 50 i 100 metrów stylem grzbietowym (odpowiednio: 37,2 i 1:22,0), były najlepszymi wynikami w Islandii jeszcze w 1961 roku.
Rekordy życiowe:
- 50 metrów stylem dowolnym – 33,6 (1949), były rekord Islandii
- 100 metrów stylem dowolnym – 1:15,3 (1948), były rekord Islandii
- 200 metrów stylem dowolnym – 3:21,0 (1948), były rekord Islandii
- 300 metrów stylem dowolnym – 5:10,9 (1948), były rekord Islandii
- 400 metrów stylem dowolnym – 6:53,6 (1948), były rekord Islandii
- 50 metrów stylem grzbietowym – 37,2 (1948), były rekord Islandii
- 100 metrów stylem grzbietowym – 1:22,0 (1948), były rekord Islandii
- 200 metrów stylem klasycznym – 3:46,8 (1947)